# 1939年白皮书
1939年白皮书，又称为麦克唐纳白皮书，是1936年巴勒斯坦阿拉伯人大起义爆發後内维尔·张伯伦领导的英國政府发布的白皮书。  1939年5月23日經英国下议院正式批准。它是1939年至1948年期間巴勒斯坦託管地的政策性文件。 
該白皮书于1939年3月首次起草。 白皮書宣告十年内要建立一個獨立的巴勒斯坦國，而且在巴勒斯坦国内要建立起犹太人家園，由阿拉伯人和猶太人共同統治。它还規定五年内犹太人移民數量不應超過75,000人，并规定未來将由阿拉伯人决定是否允許讓更多的猶太人前往巴勒斯坦地區定居（第二部分）。在巴勒斯坦託管地内，除了占5%的区域外，犹太人被限制购买阿拉伯人的土地（第三部分）。
白皮書被阿明·侯賽尼為首的阿拉伯党派拒绝。但巴勒斯坦的阿拉伯国民防卫党接受白皮书。
位於巴勒斯坦的犹太复国主义团体立即拒绝接受这份白皮书，并發起一场持续数月的反英袭击活动。 5月18日，犹太人发起大罢工。
1939年6月，阿明·侯賽尼拒絕了白皮書，一開始就讓阿拉伯高級委員會的其他成員感到「驚訝」。本尼·莫里斯表示，這一有利的提議被拒絕的原因完全是自私的：“因為這並沒有讓他成為未來巴勒斯坦國的掌舵人。” 
1940年7月，在與英國代表S.F.紐康姆進行了兩週的會議後，巴勒斯坦阿拉伯代表團的領袖賈邁勒·侯賽尼，以及代表團成員穆薩·阿拉米同意了《白皮書》的條款，並在伊拉克首相努里·賽義德的見證下共同簽署了一份副本。
作為對白皮書的回應，右翼猶太復國主義恐怖組織伊爾貢，開始製定叛亂計劃，驅逐英國人並建立一個獨立的猶太國家。
白皮書中对土地转让的规定以及限制移民的条款得以实施，但到了1944年，只有51000名猶太人合法移民至巴勒斯坦地區，這比原計劃中的75,000上限要少。因此英国提出1944年後猶太人可以繼續移民至巴勒斯坦地區，但每月不應超過1,500人，直到達到75,000上限為止。1945年12月到1948年期間，英國允許每月可以有1,500名猶太人前往巴勒斯坦地區定居。